# Колос (Ковалівка)
«Ко́лос» — український професіональний футбольний клуб, заснований у 2012 році. Представляє село Ковалівку Білоцерківського району Київської області. Виступає у Прем'єр-лізі чемпіонату України.
Срібний призер першої ліги 2018/19, переможець другої ліги 2015/16.
Клуб тричі ставав чемпіоном Київської області, тричі — володарем Суперкубку Київщини (у 2012, 2013 та 2014 роках) й один раз виграв Кубок області (у 2014 році). У сезоні 2020/21 представляв Україну в Лізі Європи УЄФА. У сезоні 2021/22 представляв Україну в Лізі конференцій УЄФА.
Домашні матчі клуб проводить на стадіоні «Колос», місткість якого становить 5000 глядацьких місць.

## Історія

Емблема ФК «Колос» у 2012—2018 роках

ФК «Колос» Ковалівка — український професійний футбольний клуб, що заснований 12 лютого 2012 року. Представляє село Ковалівку на Київщині.
Наступні три роки команда виступала у першості Київської області і «ковалівці» тричі ставали її володарями. Також клуб мав високу результативність (82 матча з них 69 перемог, 4 нічиї, 9 поразок, співвідношення забитих і пропущених м'ячів — 264:49).
У січні 2015 року футболісти «Колоса» стали переможцями щорічного Меморіалу Олега Макарова, перегравши у фіналі київський «Арсенал» у серії післяматчевих пенальті.  
У червні 2015 року ФК «Колос» отримав статус «професійного» і атестат учасника Чемпіонату України серед команд другої ліги сезону 2015/16. Дебютувала команда у професійній лізі на домашньому стадіоні «Колос»  перемогою  2:0 над білоцерківським «Арсеналом», а першим голом відзначився нападник Олександр Бондаренко.
У сезоні 2015/16 став чемпіоном другої ліги. У дебютному для себе сезоні 2016/17 у Першій лізі, “Колос” посів 5 місце з 18 команд. Наступного сезону клуб повторив своє досягнення, а в сезоні 2017/2018 посів 2 місце, що дозволяло зіграти в плей-офф за місце в еліті. Суперником  “Колоса” став одеський Чорноморець. Після безгольової нічиї в гостях, в домашньому матчі Колос переміг з рахунком 2:0, таким чином ставши клубом із найменшого населеного пункту який коли-небудь виступав у вищому дивізіоні України. 
У першому ж своєму сезоні в Премєр-лізі  клуб посів 6 місце, та у іграх плей-офф виборов право зіграти в єврокубках, а саме у другому раунді кваліфікації Ліги Європи. Першим суперником клубу став грецький Аріс, який Колос переміг з рахунком 2:1. Наступна гра була проти хорватської Рієки. Після нічиї в основний час, Колос поступився 0:2 в овертаймі і вилетів зі змагань. Проте вже наступного сезону 2020/2021  “Колос” фінішував на 4 місці, і отримав право зіграти в новоствореній Лізі Конференцій. В 3 раунді кваліфікації Колос зустрічався з Шахтарем з Караганди. Після рахунку 0:0 в обох зустрічах, Колос поступився у післяматчевих пенальті і покинув турнір.  В сезонах 2021/22 та 2022/23 клуб посідав 8 місце. 

## Склад команди
Станом на 18 серпня 2025  року відповідно до офіційної заявки на сайті ПЛ
| №  | Поз. | Нац.    | Гравець                  |
| -- | ---- | ------- | ------------------------ |
| 1  | ВР   | Україна | Дмитро Мацапура          |
| 31 | ВР   | Україна | Іван Пахолюк             |
| 38 | ВР   | Україна | Тимур Пузанков           |
| 3  | ЗХ   | Україна | Едуард Козік             |
| 5  | ЗХ   | Україна | Валерій Бондаренко       |
| 6  | ЗХ   | Україна | Микита Бурда             |
| 9  | ЗХ   | Україна | Андрій Цуріков (капітан) |
| 16 | ЗХ   | Косово  | Ілір Краснічі            |
| 77 | ЗХ   | Україна | Андрій Понєдєльнік       |
| 7  | ПЗ   | Україна | Олександр Демченко       |
| 8  | ПЗ   | Україна | Владислав Велетень       |
| 11 | ПЗ   | Україна | Максим Третьяков         |

| №  | Поз. | Нац.    | Гравець           |
| -- | ---- | ------- | ----------------- |
| 10 | ПЗ   | Косово  | Альбін Краснічі   |
| 14 | ПЗ   | Малі    | Ібраїм Кане       |
| 19 | ПЗ   | Україна | Даниїл Алефіренко |
| 20 | ПЗ   | Грузія  | Ніка Гагнідзе     |
| 55 | ПЗ   | Італія  | Еліас Теллес      |
| 78 | ПЗ   | Україна | Павло Оріховський |
| 97 | ПЗ   | Україна | Олег Ільїн        |
| 99 | ПЗ   | Албанія | Аріналдо Ррапай   |
| 15 | НП   | Україна | Артем Гусол       |
| 17 | НП   | Україна | Антон Салабай     |
| 70 | НП   | Україна | Юрій Климчук      |

### Юнацький склад (U-19)
Станом на 18 серпня 2025  року відповідно до офіційної заявки на сайті ПЛ
| №  | Поз. | Нац.    | Гравець           |
| -- | ---- | ------- | ----------------- |
|    | ВР   | Україна | Нікіта Воробйов   |
| 41 | ВР   | Україна | Данііл Зощук      |
| 69 | ВР   | Україна | Сергій Кіблицький |
|    | ВР   | Україна | Артем Коробченко  |
|    | ВР   | Україна | Олександр Ткачук  |
|    | ЗХ   | Україна | Максим Данилюк    |
|    | ЗХ   | Україна | Володимир Ісаков  |
|    | ЗХ   | Україна | Ілля Кокора       |
|    | ЗХ   | Україна | Матвій Кокора     |
|    | ЗХ   | Україна | Артур Комарениць  |
|    | ЗХ   | Україна | Назар Куделя      |
|    | ЗХ   | Україна | Глєб Приймак      |
|    | ЗХ   | Україна | Ілля Сльота       |
| 44 | ЗХ   | Україна | Владислав Шершень |
| 90 | ПЗ   | Україна | Олексій Безручук  |
|    | ПЗ   | Україна | Олександр Гайдук  |

| №  | Поз. | Нац.    | Гравець             |
| -- | ---- | ------- | ------------------- |
| 47 | ПЗ   | Україна | Данііл Денисенко    |
|    | ПЗ   | Україна | Артем Дрьомов       |
|    | ПЗ   | Україна | Нікіта Зегрюк       |
|    | ПЗ   | Україна | Олександр Кантур    |
|    | ПЗ   | Україна | Володимир Ковальчук |
|    | ПЗ   | Україна | Тимофій Ковриженко  |
|    | ПЗ   | Україна | Вадим Мерва         |
|    | ПЗ   | Україна | Олександр Наумов    |
|    | ПЗ   | Україна | Іван Потієнко       |
|    | ПЗ   | Україна | Дмитро Свєтличний   |
|    | ПЗ   | Україна | Дмитро Сухонос      |
|    | ПЗ   | Україна | Матвій Щербак       |
|    | НП   | Україна | Захарій Захарків    |
|    | НП   | Україна | Максим Калінкін     |
|    | НП   | Україна | Віктор Тригуб       |

## Керівництво
| Менеджмент                                            | Тренерський склад                                           |
| ----------------------------------------------------- | ----------------------------------------------------------- |
| - ПРЕЗИДЕНТ - Засуха Андрій Анатолійович              | - ГОЛОВНИЙ ТРЕНЕР - Поздеєв Олександр Сергійович (в. о.)    |
| - ГЕНЕРАЛЬНИЙ ДИРЕКТОР - Євсеєв Євгеній Костянтинович | - ПОМІЧНИК ГОЛОВНОГО ТРЕНЕРА - Гавриш Віталій Володимирович |
| - СПОРТИВНИЙ ДИРЕКТОР - Лисицький Віталій Сергійович  | - ТРЕНЕР ВОРОТАРІВ - Кернозенко В'ячеслав Сергійович        |
| - ПЕРШИЙ ВІЦЕ-ПРЕЗИДЕНТ - Засуха Ірина Ілдарівна      |                                                             |

## Виступи у чемпіонатах України
| Сезон   | Ліга    | М       | І  | В  | Н  | П  | ГЗ | ГП | О  | Кубок України | Єврокубки | Єврокубки | Примітка   | Бомбардир                                |
| ------- | ------- | ------- | -- | -- | -- | -- | -- | -- | -- | ------------- | --------- | --------- | ---------- | ---------------------------------------- |
| 2015–16 | Друга   | 1 з 14  | 26 | 19 | 3  | 4  | 62 | 22 | 60 | 1/32 фіналу   |           |           | Підвищення | О. Бондаренко - 20                       |
| 2016–17 | Перша   | 5 з 18  | 34 | 16 | 9  | 9  | 52 | 38 | 57 | 1/32 фіналу   |           |           |            | О. Бондаренко - 13                       |
| 2017–18 | Перша   | 5 з 18  | 34 | 19 | 4  | 11 | 39 | 30 | 61 | 1/16 фіналу   |           |           |            | О. Бондаренко і В. Лисенко - 6           |
| 2018–19 | Перша   | 2 з 15  | 28 | 15 | 9  | 4  | 45 | 18 | 54 | 1/32 фіналу   |           |           | Підвищення | В Гавриш - 11                            |
| 2019–20 | Прем'єр | 6 з 12  | 32 | 10 | 2  | 20 | 33 | 59 | 32 | 1/8 фіналу    |           |           |            | В. Лисенко - 6                           |
| 2020–21 | Прем'єр | 4 з 14  | 26 | 10 | 11 | 5  | 36 | 26 | 41 | 1/4 фіналу    | ЛЄ        | КР3       |            | В. Лисенко і Є. Селезньов - 5            |
| 2021–22 | Прем'єр | 8 з 16  | 18 | 7  | 3  | 8  | 14 | 23 | 24 | 1/8 фіналу    | ЛК        | КР3       | [10][11]   | В. Лисенко, О. Ільїн, О. Чорноморець - 2 |
| 2022–23 | Прем'єр | 9 з 16  | 30 | 10 | 6  | 14 | 23 | 36 | 36 | —             |           |           | [12]       | П. Оріховський - 8                       |
| 2023–24 | Прем'єр | 11 з 16 | 30 | 7  | 11 | 12 | 22 | 31 | 32 | 1/16 фіналу   |           |           |            |                                          |
| 2024–25 | Прем'єр | 10 з 16 | 30 | 8  | 12 | 10 | 27 | 25 | 36 | 1/16 фіналу   |           |           |            | А. Цуріков - 5                           |

## Виступи в єврокубках
| Сезон   | Турнір           | Раунд | Країна    | Клуб   | Рахунок            |
| ------- | ---------------- | ----- | --------- | ------ | ------------------ |
| 2020/21 | Ліга Європи УЄФА | 2Q    | Греція    | Аріс   | 2:1                |
| 2020/21 | Ліга Європи УЄФА | 3Q    | Хорватія  | Рієка  | 0:0 (0:2 д.ч.)     |
| 2021/22 | Ліга Конференцій | 3Q    | Казахстан | Шахтар | 0:0, 0:0 (пен 1:3) |

## Досягнення

### На професійному рівні
Перша ліга:
- Срібний призер (1): 2018/19

Друга ліга:
- Переможець (1): 2015/16

### На аматорському рівні
Чемпіонат України серед аматорів:
- Бронзовий призер (1): 2015

Чемпіонат Київської області:
- Чемпіон (3): 2012, 2013, 2014

Кубок Київської області:
- Володар (1): 2014

Суперкубок Київської області:
- Володар (3): 2012 2013, 2014

Меморіал Олександра Щанова:
- Фіналіст (2): 2012, 2013

Меморіал Олега Макарова:
- Переможець (1): 2015

## Рекордсмени клубу

### Гравці з найбільшою кількістю голів
| # | Ім'я                 | Період      | Чемпіонат | Кубок | Інші | Всього |
| - | -------------------- | ----------- | --------- | ----- | ---- | ------ |
| 1 | Олександр Бондаренко | 2016 — 2021 | 48        | 0     | 0    | 48     |
| 2 | Володимир Лисенко    | 2017 — 2023 | 26        | 1     | 0    | 27     |
| 3 | Олександр Поздєєв    | 2015-2020   | 21        | 0     | 0    | 21     |
| 4 | Віталій Гавриш       | 2016 — 2023 | 16        | 1     | 2    | 19     |
| 5 | Павло Оріховський    | 2019 - н.ч. | 15        | 3     | 0    | 18     |

### Гравці з найбільшою кількістю матчів
| # | Ім'я                 | Період      | Чемпіонат | Кубок | Інші | Всього |
| - | -------------------- | ----------- | --------- | ----- | ---- | ------ |
| 1 | Вадим Мілько         | 2017 — н.ч  | 168       | 5     | 3    | 176    |
| 2 | Олег Ільїн           | 2018 — н.ч  | 153       | 6     | 4    | 163    |
| 3 | Володимир Лисенко    | 2017 — 2023 | 131       | 5     | 6    | 142    |
| 4 | Євген Задоя          | 2016 — 2022 | 125       | 5     | 6    | 136    |
| 5 | Олександр Бондаренко | 2016 — 2021 | 127       | 4     | 1    | 132    |
| 6 | Віталій Гавриш       | 2016 — 2022 | 124       | 2     | 5    | 131    |

#### Індивідуальні призи
Імені Миколи Васильєва — Козир Сергій (2012), Сергій Зуєвич (2013), Олександр Поздеєв (2014), імені Віктора Жиліна — Руслан Костишин (2014), Віктора Тарасюка — Андрій Семенко (2014), Анатолія Демченка — Олександр Поздеєв (2013), Віктора Хлуса — Василь Коропецький (2012, 2013, 2014), Віктора Побігаєва — Олександр Бондаренко (2014).

## Виробники форми та спонсори
| Роки       | Виробник форми | Титульний спонсор |
| ---------- | -------------- | ----------------- |
| 2012-2016  | Joma           | Світанок          |
| 2016- т.ч. | Nike           | Світанок          |